# دانیل پرز
دانیل پرز (انگلیسی: Txiki؛ زادهٔ ۲۷ مارس ۱۹۷۷) بازیکن سابق فوتبال اهل اسپانیا است که در پست هافبک چپ بازی می‌کرد.